# Сарчедо (Виченца)
Сарчедо (итал. Sarcedo) је насеље у Италији у округу Виченца, региону Венето.
Према процени из 2011. у насељу је живело 3631 становника. Насеље се налази на надморској висини од 112 м.

## Становништво
Према резултатима пописа становништва 2011. у општини је живело 5.303 становника.
| 1931. | 1936. | 1951. | 1961. | 1971. | 1981. | 1991. | 2001. | 2011. |
| ----- | ----- | ----- | ----- | ----- | ----- | ----- | ----- | ----- |
| 3.195 | 3.229 | 3.431 | 3.732 | 4.194 | 4.625 | 4.675 | 5.092 | 5.303 |